# Lobophytum pauciflorum
Lobophytum pauciflorum är en korallart som först beskrevs av Ehrenberg 1834.  Lobophytum pauciflorum ingår i släktet Lobophytum och familjen läderkoraller. Inga underarter finns listade i Catalogue of Life.